# Локрийские девы
Локрийские девы — персонажи греческой мифологии. 
Девушки, которых отправляли жрицами в храм Афины в Илионе в искупление за преступление, совершенное Эантом Оилидом после взятия Трои (он оторвал от статуи богини Кассандру и изнасиловал её). Первая локрийская дева носила имя Клеопатра (др.-греч. Κλεοπάτρη)
Локрийских дев хоронили у мыса Трарон в течение тысячи лет, именно столько нужно было посылать дев, чтобы прекратился гнев богини.
Их выбирали из локрских «ста семейств» (наиболее знатных родов). Согласно Страбону, это было уже при персидском господстве.